# Chebeague Island
Chebeague Island è un centro abitato (town) degli Stati Uniti d'America, situato nella Contea di Cumberland nello Stato del Maine. Nel censimento del 2010 la popolazione era di 341 abitanti.

## Geografia fisica
Secondo i rilevamenti dell'United States Census Bureau, la località di Chebeague Island si estende su una superficie di 63,61 km².